# 원자력공학
원자력공학(原子力工學, 영어: Nuclear Engineering)은 핵분열, 핵융합 등의 원자 에너지를 공학적으로 응용하거나 이용하는 것을 목적으로 한 공학으로 방사성동위원소의 이용도 포함된다. 원자력기술은 원자핵의 분열 또는 융합에서 생성되는 에너지를 발전, 추진, 난방 등에 사용하는 기술과 방사선을 의학, 공학, 농학, 기초연구 등에 사용하는 기술로 나뉜다.

## 배우는 과목
- 원자로 이론 : 원자로에서 중성자운동, 핵분열 및 연쇄반응 체계를 다루는 기초 원자로이론의 소개, 무한매질에서의 중성자감속, 중성자 확산이론, 소수군 근사법 및 임의 취급, 비균일 원자로, 동특성 및 반응도 피이드백의 소개, 주요 원자로이론 분야의 전산체계 소개와 전산 실습(중성자감속, 2군 중성자 확산방정식, 핵종 연소계산, 동특성 등)을 포함한다.[2]

## 주요 연구 분야
원자로 물리 및 입자수송전산
핵반응과 중성자 수송이론을 기초로 하여 원자로 내의 중성자와 핵반응 산물의 Space-Energy-Time 분포해석과 계측, 원자로 동특성에 관한 교육과 연구를 하며 원자로 핵설계, 노심관리 및 방사선 수송과 차폐의 해석을 위한 방법을 개발, 전산코드화 하고 검증한다. 또한 방사선입자의 나노스케일 시스템에서의 수송현상 시뮬레이션 등도 포함한다.
원자력 열수력 및 안전
원자력 열수력학 (Nuclear Thermal-Hydraulics)과 원자로 안전 (Nuclear Reactor Safety)에 관한 교육과 관련 기초열수력 실험과 열수력 실증시험 연구와 함께 노심열설계 (Core Thermal Design) 및 안전성 분석 (Safety Analysis)을 위한 Computer Program의 소프트웨어 개발연구 등도 포함된다.
원자력 계측 제어 및 정보공학
원자력발전소의 안전 및 최적운전을 위한 교육과 연구로서, 원자력발전소와 관련된 공정계측 및 제어를 주로 다룬다. 또한, 안전관련 소프트웨어 확인검증문제, 디지털시스템 신뢰도 평가방법, 인간 기계 연계시스템의 설계 해석 및 안전운전을 위한 Simulation에 관한 Computer Program의 연구개발등도 포함한다.
원자력 환경공학 및 방사성 폐기물 관리
핵연료주기 (Nuclear Fuel Cycle), 방사성산물 관리 및 처분 (Radioactive Waste Treatment and Disposal), 처분장 안전성 평가, 사용후 핵연료 재처리 및 중간저장, 냉각재 화학 (Water Chemistry), 동위원소 분리등 핵화학공학 (Nuclear Chemical Engineering)및 방사선 관리와 보건 물리에 관한 교육과 연구 개발이 포함된다.
원자력 재료 및 금속공학
원자력 분야에 이용되는 제반재료의 내구성과 수명에 관련된 기초와 응용에 관한 교육과 연구를 한다. 핵연료 및 원자력발전소 구성요소의 제조가공, 시험평가와 신뢰도 향상에 대한 연구를 하며 핵분열과 핵융합반응을 효율적으로 유도하고 이용하기 위한 재료적인 연구와 함께 타 분야에로의 활용가능성을 모색한다.
방사선 계측 및 의료영상
엑스선, 감마선 등 전리 방사선에 대한 지식을 기반으로 방사선 방호 및 선량측정, 비파괴검사 및 보안검사, 의료진단 등에의 활용을 목표로 방사선 거동 전산 모사법, 센서 신재료, 방사선 영상 계측기 설계, 신호처리 전자회로 및 영상처리 알고리즘 등을 연구한다.
중성자 산란 및 나노스케일 물질
중성자 산란은 나노스케일 물질의 구조 및 동역학을 원자 및 나노단위에서 측정할 수 있는 독보적인 측정능력을 제공하며, 이를 이용하여 탄소나노튜브 및 나노입자의 자기조립 초구조체, 분자 자기조립 현상, 바이오계면과 단백질의 상호작용 등 나노/바이오 소재 기본특성과 응용을 연구한다.
양자빔 공학
입자빔과 광자빔을 발생 및 이용하는 교육 및 연구를 하며, 전자빔 및 양성자 빔과 같은 하전입자빔 발생장치, 입자가속기, 입자빔을 이용한 고휘도 X-선, 감마선, THz 등 광원개발, 양자빔을 나노기술, 재료, 환경, 생화학, 의료 등에 이용하는 연구 등을 다룬다.
원자력에너지 정책
각종 에너지 및 에너지 계통의 기술분석과 경제 및 환경적 측면을 포함한 종합적 에너지 기술분야로서, 각종 에너지계통 (Energy System)과 에너지전환 (Energy Conversion), 핵분열 에너지 (Fission Energy), 핵융합 에너지 (Fusion Energy) 및 태양열 에너지 (Solar Energy)등 대체 에너지와 에너지정책 (Energy Policy)등을 다룬다.
핵융합로 공학
미래의 궁극적 에너지원으로 예측되는 핵융합로에 관련된 기초이론, 공학적 문제 등을 종합적으로 다룬다. 핵융합 반응, 핵융합로 내의 플라즈마 및 에너지 균형, 핵융합로 시스템 연구, 방사선의 영향, 에너지 추출과 동력주기에 관한 연구 등 핵융합로 개발에 관련된 중요 공학적 문제에 대한 연구 및 교육이 포함된다.

## 원자력 공학과가 있는 대학

### 원자력 공학과 국내 대학
과학기술원
- 울산과학기술원 원자력공학과 보관됨 2022-02-13 - 웨이백 머신
- 한국과학기술원 원자력 및 양자공학과

국립대학
- 과학기술연합대학원대학교
- 경북대학교 에너지공학부 신재생에너지전공 보관됨 2022-02-13 - 웨이백 머신
- 부산대학교 기계공학부 원자력시스템전공
- 서울대학교 원자핵공학과
- 전북대학교 양자시스템공학과
- 제주대학교 기계메카에너지화학공학부 에너지공학전공

사립대학
- 경일대학교 원자력에너지융합학과
- 경희대학교 원자력공학과 보관됨 2022-02-13 - 웨이백 머신
- 고려대학교 보건환경융합과학부
- 단국대학교 원자력융합공학과
- 동국대학교 경주캠퍼스 창의융합공학부 에너지·전기공학전공
- 세종대학교 원자력공학과
- 위덕대학교 에너지전기공학부 원전·제어시스템공학전공 보관됨 2022-02-13 - 웨이백 머신
- 인제대학교 원자력응용공학전공
- 조선대학교 원자력공학과
- 중앙대학교 에너지시스템공학부 원자력전공
- 포항공과대학교 첨단원자력공학부
- 한국전력국제원자력대학원대학교 원자력산업학과
- 한양대학교 원자력공학과

### 원자력 공학과 우수 해외 대학
| 순위 | 대학명                          |
| 1    | MIT                             |
| 2    | University of Michigan          |
| 3    | University of Wisconsin-Madison |
| 4    | Texas A & M University          |
| 6    | North Carolina State University |

## 같이 보기
- 원자물리학
- 국제 원자력 사고 등급
- 원자력 정책
- 핵연료
- 핵물리학
- 원자력
- 안전공학